# Letiště Berlín-Tegel
Letiště Berlín-Tegel, od roku 1988 zvané též letiště Otto Lilienthal, oficiálně též Berlin International Airport (IATA: TXL, ICAO: EDDT), bylo letiště v Berlíně. Leží ve čtvrti Tegel v městském obvodu Reinickendorf (v bývalém francouzském sektoru města). V roce 2020 bylo letiště uzavřeno a provoz se přesunul na letiště Berlín-Braniborsko.

## Historie

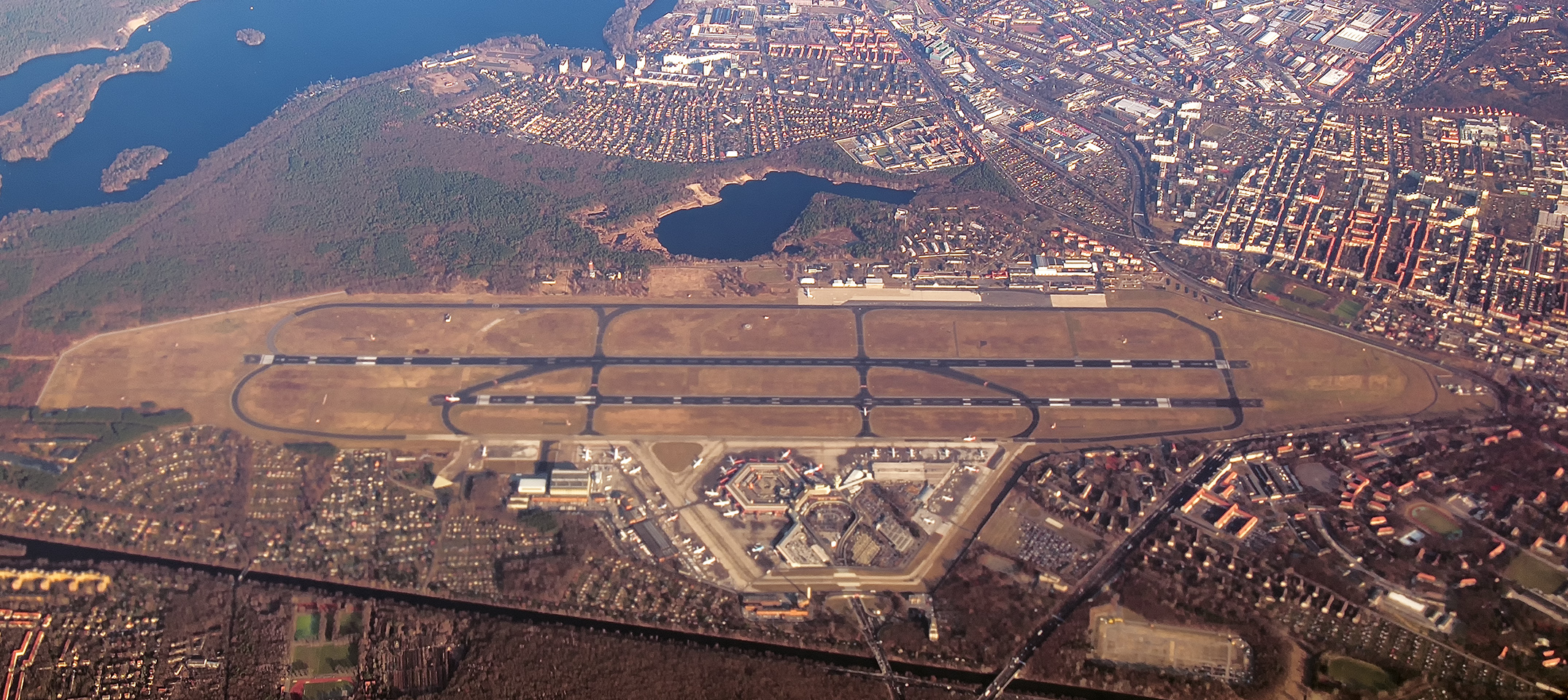
Pohled ze vzduchu

Na pozemku letiště se od roku 1930 nacházela střelnice a prostranství pro pokusy s raketami. Během berlínské blokády bylo rozhodnuto o stavbě dalšího letiště, které zde bylo vybudováno v rekordním čase pouhých dvou měsíců (materiál byl částečně do města dopravován vzdušným mostem).
Letiště bylo zprvu užíváno jako vojenské letiště francouzským letectvem, pro civilní provoz bylo otevřeno po další výstavbě až roku 1960. Civilní provoz byl obstaráván především letadly francouzské společnosti Air France (a několika dalšími, provozujícími charterové lety), po uzavření letiště v Tempelhofu 1975 pak i společnostmi Pan Am a British European Airways; po sjednocení Německa 1990 je letiště nalétáváno bez omezení, zejména toho roku směla poprvé v Berlíně přistát i německá Lufthansa.
Poslední pravidelný let z letiště odletěl 8. listopadu 2020. Jednalo se o linku letecké společnosti Air France do Paříže. Francouzská letecká společnost byla také první leteckou společností, která na letišti v roce 1960 přistála na pravidelné lince.

## Význam letiště

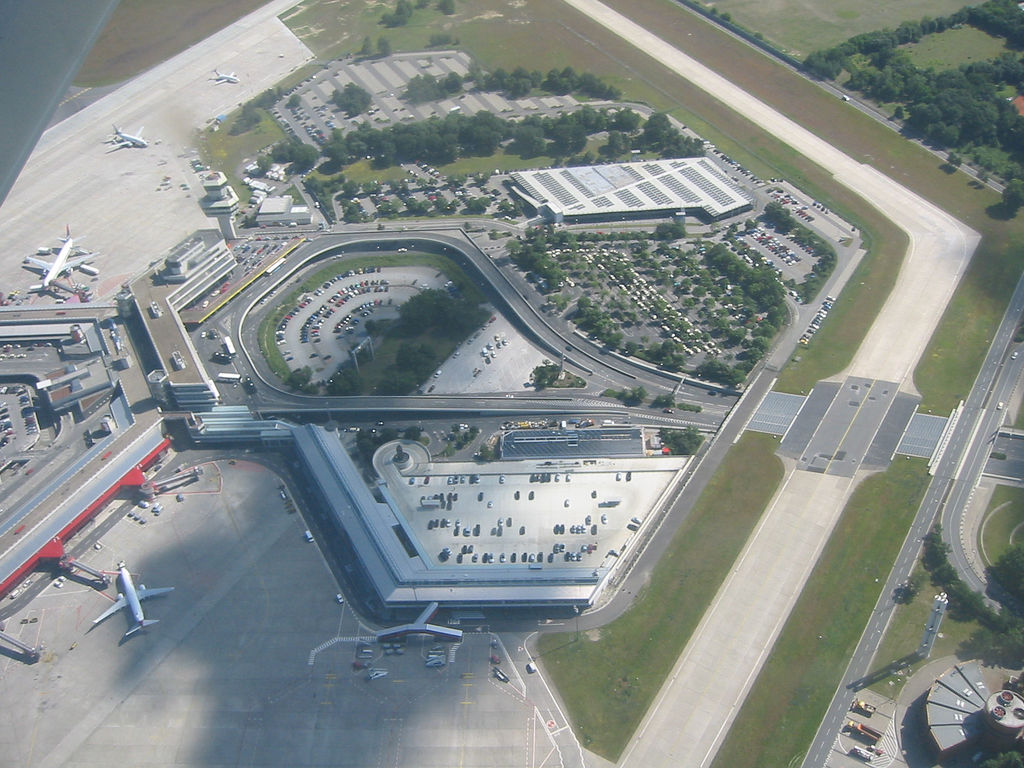
Letecký pohled na terminál

Letiště patřilo k nejvytíženějším letištím města. Udaná kapacita 9,5 milionu byla roku 2005 překročena o 2 miliony cestujících. Letiště bylo vybudováno během berlínské blokády ve francouzském sektoru města (velká část materiálu byl do Berlína přepravena právě leteckým mostem) a stalo se po zahájení regulérního provozu roku 1960 nejdůležitějším letištěm Západního Berlína. Jeho význam stoupl ještě více roku 1975, když byl provoz na letišti Berlín-Tempelhof pozastaven.
Letiště se nachází ve městě, i když ne tak centrálně jako letiště Berlín-Tempelhof. Oblast je sice obydlená, ale s většími plochami parků, lesů a jezer v okolí. Do městského centra činí vzdálenost zhruba 8 km, spojení obstarává několik autobusových linek, částečně expresních (nejbližší metro je vzdáleno tři autobusové stanice).

## Provoz

Schéma a půdorys letiště

Při zahájení regulérního provozu 1960 se letiště chlubilo moderní odbavovací halou: její koncept odpovídá modelu drive-in, oblíbeného v šedesátých letech (krátkodobé parkovací plochy, stanoviště taxi a zastávka autobusů se nacházejí na vnitřním prostranství mezi jednotlivými nástupišti).
V době rozdělení města měly okupační mocnosti monopol na leteckou dopravu: mimo využití jako vojenské letiště francouzským vojenským letectvem (severní část, dnes využívaná Luftwaffe) zde směla civilní provoz obstarávat pouze Air France a dále Pan Am a BEA (které v Tegelu přistávaly po uzavření letiště v Tempelhofu 1975).
Po rapidním vzrůstu dopravy v pozdějších letech, zejména po sloučení města, se koncept letiště ukázal být krátkozraký: v hlavním terminálu, postaveném jako šestihranná okružní hala, čekající cestující zcela ucpávali průchod k dalším odbavovacím okénkům. Tato situace se v posledních letech se vzrůstem počtu cestujících dále zhoršila, navíc je i kapacita gastronomických a jiných zařízení v oblasti služeb nepostačující, problematická je i příjezdová silnice k ústředním dopravním plochám.

## Budoucnost
Dne 8. listopadu 2020 byl provoz na letišti ukončen a 4. května 2021 vypršela letišti licence.